# Commersonia platycalyx
Commersonia platycalyx är en malvaväxtart som beskrevs av Ferdinand von Mueller. Commersonia platycalyx ingår i släktet Commersonia och familjen malvaväxter. Inga underarter finns listade i Catalogue of Life.